# Thilouze (rivière)
Pour les articles homonymes, voir Thilouze (homonymie).
La Thilouze est une rivière française qui coule dans le département d'Indre-et-Loire. C'est un affluent de l'Indre en rive gauche, donc un sous-affluent de la Loire.

## Géographie
La Thilouze prend naissance sur le territoire de la commune de Neuil, au lieu-dit les Baigne-Chiens, à l'altitude 100 mètres dans le département d'Indre-et-Loire, et adopte dès sa naissance la direction du nord, orientation qu'elle maintient globalement jusqu'à la fin de son parcours.
Elle se jette dans l'Indre en rive gauche à Pont-de-Ruan, à l'altitude 48 mètres, à 100 mètres du Moulin de Balzac à mi-chemin entre Montbazon et Azay-le-Rideau.
Sur la commune de Thilouze et sa partie haute, elle se nomme aussi, pour Géoportail, le ruisseau du pont Thibault.

## Communes et cantons traversées
Dans le seul département d'Indre-et-Loire, la Thilouze traverse les trois communes suivantes et trois cantons :
- dans le sens amont vers aval : Neuil (source), Thilouze et Pont-de-Ruan (confluence).

Soit en termes de cantons, la Thilouze prend source dans le canton de Sainte-Maure-de-Touraine, traverse le canton d'Azay-le-Rideau et conflue sur le canton de Montbazon.

## Affluent
La Thilouze a un seul affluent référencé :
- La rouère Judas (rd)[1] 0,8 km sur Thilouze.

## Hydrologie
D'une longueur de 9 km la Thilouze est une rivière moyennement régulière, du moins dans le cadre des cours d'eau de plaine du bassin ligérien. Son débit a été observé durant une période de 21 ans (1973-1994), à Pont-de-Ruan, localité du département d'Indre-et-Loire située au niveau de son confluent avec l'Indre. La surface ainsi étudiée est de 35,3 km2, c'est-à-dire la totalité du bassin versant de la rivière.
Le module de la rivière à Pont-de-Ruan est de 0,171 m3/s.
La Thilouze présente des fluctuations saisonnières de débit bien marquées. Les hautes eaux se déroulent en hiver et se caractérisent par des débits mensuels moyens allant de 0,218 à 0,436 m3/s, de décembre à mars inclus (avec un maximum très net en février). Au mois d'avril, le débit baisse fortement, ce qui mène rapidement aux basses eaux d'été qui ont lieu de juin à octobre inclus, et s'accompagnent d'une baisse du débit mensuel moyen allant jusqu'au plancher de 0,046 m3/s au mois d'août (46 litres). Mais ces moyennes mensuelles cachent des fluctuations plus prononcées sur de courtes périodes ou selon les années.
Aux étiages, le VCN3 peut chuter jusque 0,003 m3/s (trois litre), en cas de période quinquennale sèche, ce qui est très sévère, le cours d'eau étant alors réduit à quelques filets d'eau, et tombant ainsi presque à sec.
Les crues peuvent être très importantes, compte tenu de la petitesse du bassin versant. Les QIX 2 et QIX 5 valent respectivement 8,4 et 13 m3/s. Le QIX 10 est de 17 m3/s, le QIX 20 de 20 m3/s, tandis que le QIX 50 n'a jamais été calculé, faute d'une durée d'observation suffisante pour le faire valablement.
Le débit instantané maximal enregistré à Pont-de-Ruan a été de 18,7 m3/s le 27 mars 1980, tandis que la valeur journalière maximale était de 10,8 m3/s le 12 mai 1985. Si l'on compare la première de ces valeurs à l'échelle des QIX de la rivière, l'on constate que cette crue était d'un niveau intermédiaire entre crue décennale et vicennale, et donc destinée à se répéter fréquemment, en moyenne tous les 15 ans environ.
La Thilouze est une rivière fort peu abondante. La lame d'eau écoulée dans son bassin versant est de 145 millimètres annuellement, ce qui représente moins de la moitié de la moyenne d'ensemble de la France tous bassins confondus (plus ou moins 320 millimètres). C'est aussi largement inférieur à la moyenne du bassin de la Loire (245 millimètres) ainsi que de l'Indre (181 millimètres). Le débit spécifique (ou Qsp) atteint 4,6 litres par seconde et par kilomètre carré de bassin.

## Patrimoine - Curiosités - Tourisme
- Thilouze : La localité de 1100 habitants possède un riche patrimoine architectural. La nef romane de l'église Saint-Antoine date du XIIe siècle. Son chœur gothique est du XVIe. La base du clocher du XIIe supporte une flèche octogonale (Monument Historique). Manoir du Plessis datant du XVe ; ses ailes sont du XVIIIe. Le très beau château du Grand Châtelet (Monument Historique) est entouré de larges douves. Il date du XVIe siècle et consiste en un pavillon carré avec tours d'angles circulaires des XVe et XVIe siècles. La chapelle gothique du château date du XVe siècle (Monument Historique). Dans la commune : bois et étangs, pêche, randonnées pédestres, camping.

- Pont-de-Ruan : pittoresque localité située au confluent Indre-Thilouze. L'entièreté de la commune est un "Site inscrit". Manoir de Vonnes du XVIIe siècle, décrit par Balzac dans son roman Le Lys dans la vallée (Monument Historique). Château de Méré. Église de la Sainte-Trinité datant du Xe siècle construite en petit appareil ; chœur et portail du XIIe (inscrits Monument Historique). Ancien prieuré de Relay : église du XIIe siècle (inscrite Monument Historique) avec portail du XVIe (inscr. Monument Historique) et bâtiments conventuels du XVe. Pêche, chasse, randonnées et promenades, gîtes ruraux. Moulins dit de Balzac.